# 2014 UZ224
2014 UZ224, conosciuto anche come DeeDee (Distant Dwarf), è un oggetto transnettuniano e possibile pianeta nano che orbita nel disco diffuso del sistema solare. Nell'ottobre del 2016 la sua distanza dal Sole è stata calcolata essere di circa 92 UA, tuttavia l'alta eccentricità orbitale lo porterà ad avvicinarsi, al perielio, fino a 37 UA, attorno all'anno 2142, per poi allontanarsi raggiungendo la distanza di 180 UA dal Sole quando si troverà all'afelio. Nell'epoca attuale è il terzo oggetto noto del sistema solare più lontano, dopo Eris e V774104 (103 UA). 
Scoperto con la Dark Energy Camera (DECam) della Dark Energy Survey da David Gerdes dell'Università del Michigan, è stato provvisoriamente soprannominato DeeDee (da Distant Dwarf).
Osservazioni effettuate con il radiotelescopio ALMA hanno confermato la scoperta e consentito di caratterizzarne le dimensioni. I dati consentono di supporre con buona probabilità che 2014 UZ224 abbia una massa sferica ed un diametro di 635 km. Il corpo avrebbe una temperatura media di -243 °C (30 °C sopra lo zero assoluto) e rifletterebbe circa il 13% della luce solare.